# Liborio Romano
Pour les articles homonymes, voir Romano.
Liborio Romano, né le 27 octobre 1793 à Patù et mort le 17 juillet 1867 dans la même ville, est un homme politique napolitain puis italien.

## Biographie

### Jeunesse et période bourbonne
Liborio Romano est le fils ainé d'une noble et vieille famille. Il étudie d'abord à Lecce puis il obtient, très jeune, son diplôme en droit à Naples et décroche immédiatement la chaire de droit civil et commercial de l'université de Naples.
Il s'implique rapidement dans la politique, fréquentant les carbonari et embrasse les idéaux du Risorgimento.
En 1820, il prend part au mouvement insurrectionnel, à cause duquel il est destitué de son poste d'enseignant, puis emprisonné par une courte période avant d'être exilé à l'étranger. 
En 1848, il revient à Naples où il participe aux événements qui conduisent le roi Ferdinand II des Deux-Siciles à octroyer une constitution.
Le 15 mai 1848, après le sang versé à Naples lors des émeutes, Romano est de nouveau emprisonné. Il demande au ministre de la police que sa peine soit commué en exil plutôt que par de l'emprisonnement, ce qui est accepté. Romano réside alors en France, à Montpellier, puis à Paris du 4 février au 25 juin 1854.

### Ministre du royaume des Deux-Siciles
En 1860, alors qu'avec l'expédition des Mille prend fin le royaume des Deux-Siciles, Liborio Romano est nommé, par le roi François II, préfet de police. Le 14 juillet, Romano est nommé ministre de l'intérieur et, ayant compris l’inéluctabilité de la fin du royaume, il commence à prendre des contacts secrets avec Cavour et Garibaldi afin de préparer le passage du Mezzogiorno des Bourbons aux Savoie.
Romano suggère au roi François II de quitter Naples pour Gaète sans opposer de résistance afin d'éviter des émeutes et d'inutiles pertes humaines. Il maintient l'ordre public ce qui permet à Garibaldi de rejoindre Naples en train.

### Ministre et député du royaume d'Italie
Romano obtient de Garibaldi la confirmation de son poste de ministre de l’intérieur qu'il conserve jusqu'au 24 septembre 1860, date à laquelle il entre dans le Conseil de lieutenance, où il reste en place jusqu'au 12 mars 1861.
En janvier 1861, Romano est élu député lors des premières élections politiques du royaume d'Italie. Son expérience parlementaire dure quatre ans, avant de prendre fin le 25 juillet 1865. Il se retire dans ses terres où il reste jusqu'à sa mort, deux ans plus tard. Il repose dans la chapelle familiale du palais Romano à Patù.

## Sources
- (it) Cet article est partiellement ou en totalité issu de l’article de Wikipédia en italien intitulé « Liborio Romano » (voir la liste des auteurs).